# Top Industrial Managers for Europe
A rede T.I.M.E. (Top International Managers in Engineering, em português: "Principais gerentes internacionais de engenharia") reúne cerca de cinquenta escolas de engenharia e universidades que ministram formação como engenheiro. A rede é principalmente europeia, mas agora está se expandindo por outros países.
Esta rede foi criada especialmente por iniciativa da École centrale de Paris. 

## Programas de duplo diploma internacional
- Programas de "duplo diploma", um tipo de intercâmbio diferente do aproveitamento de créditos em que os estudantes fazem uma parte de seu curso na sua instituição de origem e outra parte em uma universidade conveniada e, ao término, recebem o diploma das duas instituições (parte do T.I.M.E. programme):

- Os estudantes que participam neste programa de intercâmbio têm a oportunidade de receber formação no estrangeiro durante dois anos e, finalmente, obter o diploma de seus cursos universitários de acolhimento, para além da sua universidade Origem (duplo grau).

## Membros
| Alemanha - Universidade Técnica de Darmstadt (DE-TUDa) - Universidade Técnica de Munique (DE-TUM) - Universidade de Erlangen-Nuremberga (DE-UEN) - Rheinisch-Westfälische Technische Hochschule Aachen (DE-RWTH) - Technische Universität Berlin (DE-TUB) - Universidade Técnica de Dresden (DE-TUDr) - Universität Stuttgart (DE-US) Áustria - Technische Universität Wien (AT-TUW) Bélgica - Universidade Católica de Louvain (BE-UCL) - Universidade Livre de Bruxelas (BE-ULB) - Vrije Universiteit Brussel (BE-VUB) - Faculté Polytechnique de Mons (BE-FPMs) - Universidade de Liège (BE-ULG) Brasil - Universidade de São Paulo (BR-USP) - Escola Politécnica da Universidade de São Paulo - Universidade Estadual de Campinas (BR-UNICAMP) Canadá - Escola Politécnica de Montréal - Universidade de Waterloo Chile - Pontifícia Universidade Católica do Chile - Universidad de Chile China - Universidade de Tsinghua (Pequim) - Universidade Jiao Tong Xangai (SJTU) - Universidade Jiaotong Xi’an (XJTU) - Universidade Jiao-tong Chengdu (SWJTU) Coreia do Sul - Universidade de Changwon Dinamarca - Danmarks Tekniske Universitet (DK-DTU) Espanha - Universidade Politécnica de Madrid (ES-UPM) - Universidad Politécnica de Valencia (ES-UPV) - Universidade Pontifícia Comillas (ES-UPCo) - ICAI - Universitat Politècnica de Catalunya(ES-UPC) - ETSEIB - Universidad de Sevilla (ES-USE) Finlândia - Universidade de Tecnologia de Helsínquia (FI-TKK) França - École centrale (Grupo) - École centrale de Lille (FR-ECLi) - École centrale de Lyon (FR-ECLy) - École centrale de Marseille (FR-ECM) - École centrale de Nantes (FR-ECN) - École centrale de Paris (FR-ECP) - École nationale supérieure de techniques avancées (FR-ENSTA) - École nationale supérieure de l'aéronautique et de l'espace (FR-Supaero) - École Supérieure d'Électricité (FR-Supelec) - École Nationale des Ponts et Chaussées |  | Grécia - Universidade Aristóteles de Salônica (Αριστοτέλειο Πανεπιστήμιο Θεσσαλονίκης GR-AUTH) - Universidade Politécnica Nacional de Atenas(Εθνικό Μετσόβιο Πολυτεχνείο GR-NTUA) Hungria - Budapesti Műszaki és Gazdaságtudományi Egyetem (HU-BUTE) Indonésia - Universidade da Indonésia (Jakarta) Itália - Universidade de Pádua (IT-UniPd) - Politecnico di Milano (IT-PoliMi) - Politecnico di Torino (IT-PoliTo) - Universidade de Trento (IT-UniTn) Japão - Universidade Keio (JP-KEIO) - Universidade de Tohoku (JP-TOHOKU) - Universidade Doshisha (KYOTO) Noruega - Universidade Noruega de Ciencia e Tecnología(NO-NTNU) Polónia - Universidade Técnica de Varsóvia (PL-WUT) Portugal - Universidade Técnica de Lisboa - Instituto Superior Técnico (PT-UTL) Chéquia - Ceské Vysoké Uceni Technické v Praze (CZ-CVUT) Reino Unido - Queen's University of Belfast (GB-QUB) Rússia - Université Technique d'État de Moscou (МГТУ RU-BMSTU) - Moskovskiy Institut Radiotekhniki, Elektroniki i Avtomatiki (RU-MIREA) - Universidade Politécnica de Tomsk (ТПУ RU-TPU) Singapura - Universidade Nacional de Singapura (NUS) Suíça - ETH Zürich (CH-ETHZ) - Escola Politécnica Federal de Lausana (CH-EPFL) Suécia - Chalmers tekniska högskola(SE-CTH) - Real Instituto de Tecnologia (SE-KTH) - Lunds Tekniska Högskola (SE-LTH) Turquia - Universidad Politécnica Estambul (TR-ITU) Vietname - Instituto Politécnica de Hanói - Escola de Engenharia Civil de Hanói - Đại học Đà Nẵng - Đại học Bách khoa Thành phố Hồ Chí Minh |